# 総社パーキングエリア
総社パーキングエリア（そうじゃパーキングエリア）は岡山県総社市福井の岡山自動車道上にあるパーキングエリア。

## 道路
- E73 岡山自動車道

## 歴史
- 1997年（平成9年）3月15日：開設。
- 2006年（平成18年）9月1日：災害対応型自動販売機を設置。

## 施設

### 上り線（山陽道方面）
- 駐車場
  - トレーラー：2台
  - 大型：5台
  - 小型：10台
  - 二輪：4台
  - 車椅子用駐車場有（小型：1台）
- トイレ
  - 男性　大2（和式1・洋式1）・小5
  - 女性　7（和式6・洋式1）
  - 車椅子用　1
- 自動販売機（災害対応型自動販売機）

### 下り線（中国道方面）
- 駐車場
  - トレーラー：2台
  - 大型：5台
  - 小型：10台
  - 二輪：4台
  - 車椅子用駐車場有（小型：1台）
- トイレ
  - 男性　大2（和式1・洋式1）・小5
  - 女性　7（和式6・洋式1）
  - 車椅子用　1
- 自動販売機（災害対応型自動販売機）

## 隣
E73 岡山自動車道
(1) 岡山総社IC - 総社PA - (2) 賀陽IC